# Apostolepis gaboi
Apostolepis gaboi là một loài rắn trong họ Colubridae. Loài này được Rodrigues miêu tả khoa học đầu tiên năm 1993.